# Adnan Abidi
Adnan Abidi je indický fotograf se sídlem v Novém Dillí. Je několikanásobným nositelem Pulitzerovy ceny jako člen fotografického týmu agentury Reuters.

## Životopis
Adnan zahájil svou kariéru jako asistent v temné komoře v roce 1997. Začal pracovat pro Reuters jako stringer a později dostal místo ve štábu. V průběhu své kariéry zachytil několik náročných situací, včetně únosu v Kandaháru z roku 1999 letu společnosti Indian Airlines IC814, zemětřesení v Indickém oceánu v roce 2004 a tsunami, zemětřesení v Kašmíru v roce 2005, politické krize na Maledivách v letech 2011–2012, cyklon Phailin v Orisse v roce 2013, Nepálské zemětřesení v roce 2015 nebo útok v Dháce roku 2016.
V roce 2017 Abidi dokumentoval exodus Rohingů a on a jeho kolega, Danish Siddiqui stali prvními indickými fotografy, kteří jako členové fotografického personálu agentury Reuters získali Pulitzerovu cenu za fotografii. Za reportáž z hongkongských protestů, v letech 2019–2020 získal Pulitzerovu cenu – Breaking News Photography. V roce 2022 získal Pulitzerovu cenu za fotografii a o cenu se rozdělil s fotoreportéry Reuters Amit Davem, Sannou Irshad Mattoo a Danishem Siddiquim.